# Рио-Чико (приток Гальегос)
Рио-Чико (исп. Río Chico, Ci Aike) — река в Чили и Аргентине, правый приток реки Гальегос. Протекает по территории провинции Магальянес одноимённой области и департамента Гуэр-Айке провинции Санта-Крус. Длина Рио-Чико — 155 километров, из которых на чилийской территории — 80 километров, на аргентинской территории — 75 километров. Площадь водосборного бассейна — 4413,1 км². Расход воды в верхней трети реки равен 0,34 м³/с, его максимум приходится на август и сентябрь.
Река начинается из цепочки небольших озёр в котловине ледникового происхождения на холмах Монте-Альто, течёт в общем северо-восточном направлении. Впадает в залив Рио-Гальегос, являющийся эстуарием одноимённой реки. Большая часть бассейна реки лежит на вулканическом поле Пали-Айке
Климат бассейна реки — умеренный, среднегодовая температура равна 6 °C. Среднегодовое количество осадков изменяется от 500 мм на западе бассейна до 300 на востоке. Природные ландшафты представлены степью с присутствием кустарников.
Основные притоки — Лос-Посуэлос, Трес-Эрманос, Каньядон-Секо (все — правые).
На берегах реки стоят населённые пункты Чимен-Айке и Маркуч-Айке. Также в бассейне реки обнаружены наскальные рисунки, аналогичные рисункам региона Ультима-Эсперанса и выделенные археологами в специфический тип «Стиль Рио-Чико»